# (1555) Dejan
(1555) Dejan ist ein Asteroid des Hauptgürtels, der am 15. September 1941 von dem belgischen Astronomen Fernand Rigaux in Ukkel entdeckt wurde.
Der Asteroid ist nach dem Sohn des jugoslawischen Astronomen Petar Đurković benannt.